# 高賀山

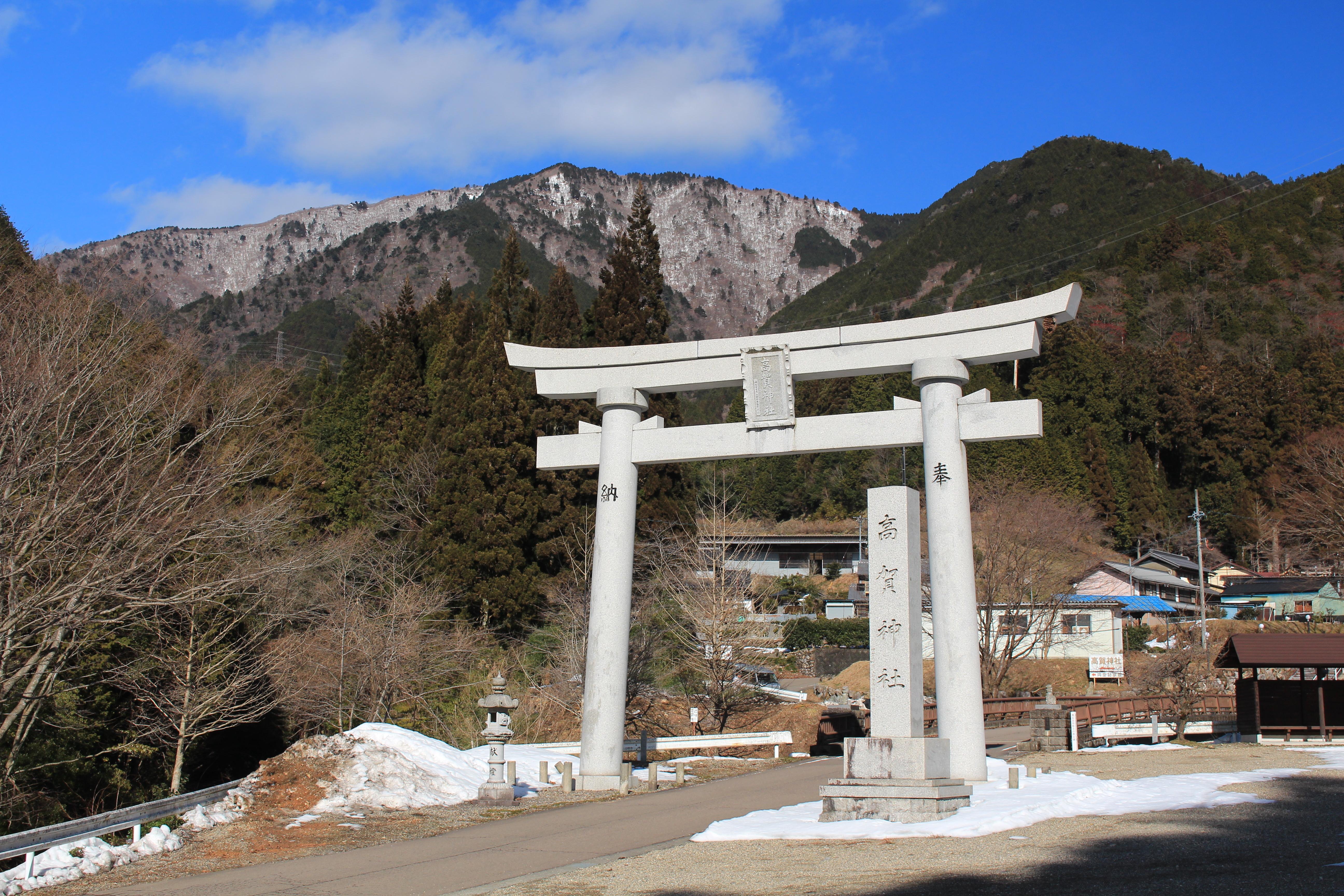
山麓の高賀神社の鳥居と高賀山

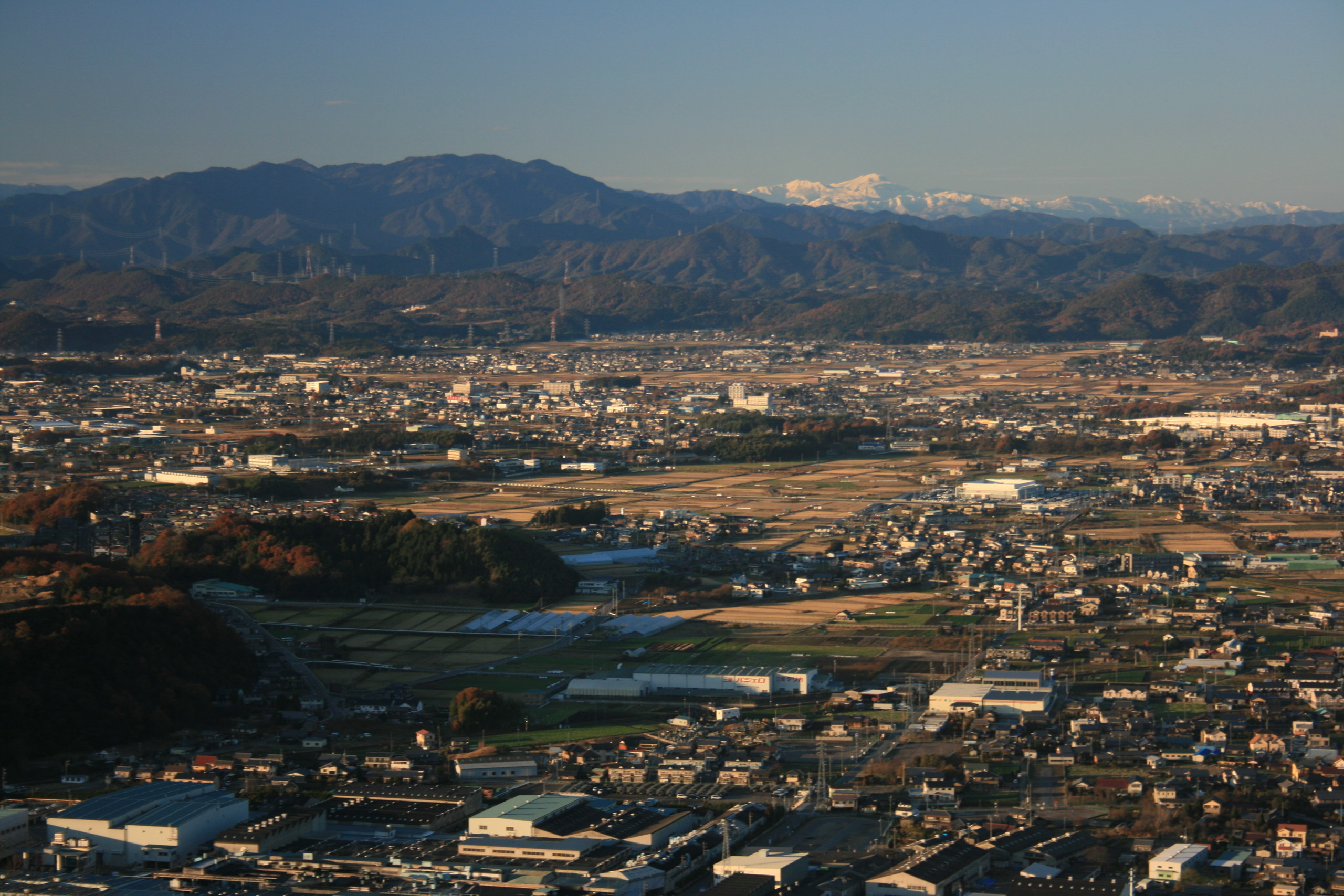
濃尾平野の南側の鳩吹山から望む高賀三山（左）と白山（中央奥）

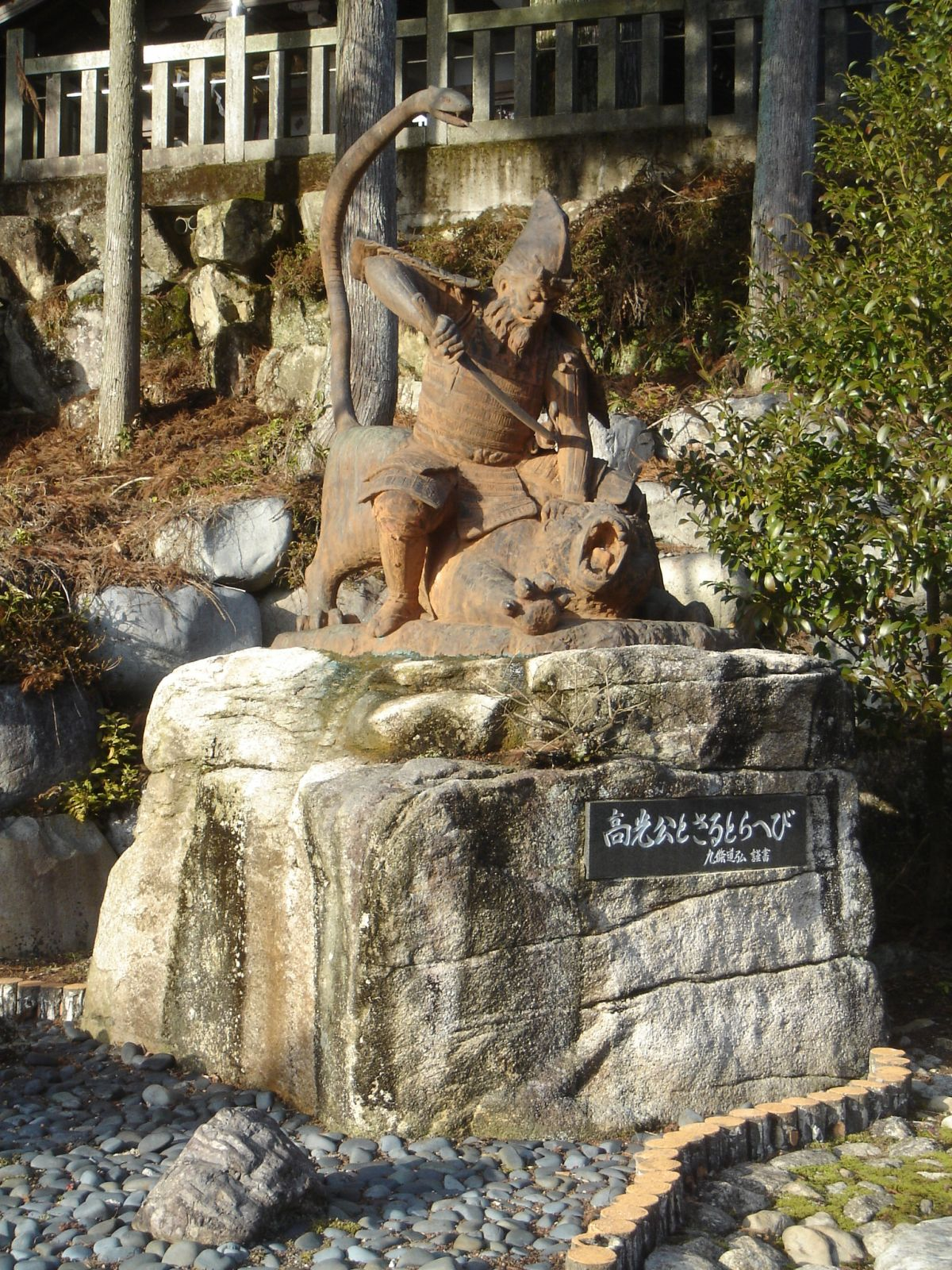
岐阜県関市の高賀神社にある「高光公とさるとらへび」の像

高賀山（こうかさん、こうがさん）は、岐阜県郡上市と関市にまたがる越美山地東部の標高1,224.20 mの山。濃尾平野最北の長良川中流域に位置する。別称が「高賀嶽」 かつて『高賀山信仰』の地として修験道が栄えた山である。

## 概要
奈良時代（養老年間）に建てられた高賀神社が山頂の2.5 km南南東の麓の洞戸地区にあり、古くから山岳信仰(高賀山信仰)の山として知られている。山名は藤原高光が隣の瓢ヶ岳に出没して里人を苦しめた魔物を退治した伝説での「秀でて高き故まためでたい」という意味に由来する。江戸時代に高賀神社には円空が登拝し多くの円空仏を残し、円空ゆかりの地として「関市洞戸円空記念館」が併設されている。麓の高賀神社の大鳥居から高賀山を望むことができる。高賀神社から高賀川上流側の宮下林道沿いに「高賀の森公園」が整備されている。山体は流紋岩類で構成される。『新撰美濃志』で「遠くこれを望めば矢筈の如く見ゆ、故に近国皆箭筈山といふ、最も秀抜なり」と記されていて、濃尾平野から特徴ある山容を望むことができる。ぎふ百山のひとつに選定されている。山域は岐阜県により、「奥長良川県立自然公園」の区域内に指定されている。

## 高賀三山
高賀山、瓢ヶ岳、今淵ヶ岳の三山が高賀三山と呼ばれ、その最高峰である。
| 山容                     | 山名     | 標高 （m） | 三角点等級 基準点名 |
| ------------------------ | -------- | ---------- | ------------------- |
| 麓の高賀神社から望む高賀 | 高賀山   | 1,224.20   | 一等 「高賀山」     |
| 高賀山から望む瓢ヶ岳     | 瓢ヶ岳   | 1,162.63   | 三等 「瓢ケ岳」     |
| 高賀山から望む今淵岳     | 今淵ヶ岳 | 1,048.42   | 三等 「今淵岳」     |

## 登山道
古くから修験者などにも利用されていた高賀神社からの御坂峠を経て山頂に至る登山道がよく利用されている。新緑は5月中旬頃、紅葉は11月中旬頃に見られる。瓢ヶ岳方面から中美濃林道を利用して、御坂峠経由で登頂されることもある。山頂には点名「高賀山」の一等三角点と「天保十二年」と刻まれた法華塚が設置されていて、樹間から能郷白山、白山、乗鞍岳、御嶽山などの山を望むことができる。

### 高賀神社からのルート
高賀神社から宮下林道を経て高賀の森公園から登山道が整備されている。この高賀神社駐車場からのルートは、岐阜県による「岐阜県山のグレーディング（無雪時・天候良好時）」で技術的難易度が「ランクA/(A-E)」（低い）、体力度が「2/1-10」（低い）とされている。高賀の森公園からヒノキの植林地を進むと、稜線合流部の御坂峠の間には「不動の岩屋」と呼ばれる修験者が利用した巨石がある。上部は雑木林に覆われている。御坂峠から稜線に沿って北西に登ると40分ほどで山頂に至る。毎年4月29日に、「高賀登山大会」が開催されている。
高賀神社 - （宮下林道） - 高賀の森公園 - 岩屋 - 御坂峠 - 高賀山

### 高畑温泉からのルート
高畑温泉方面宮ヶ洞谷からの林道を進み北東尾根に沿ったルートは、踏み跡が少なく道が途切れる箇所もありあまり利用されていない。

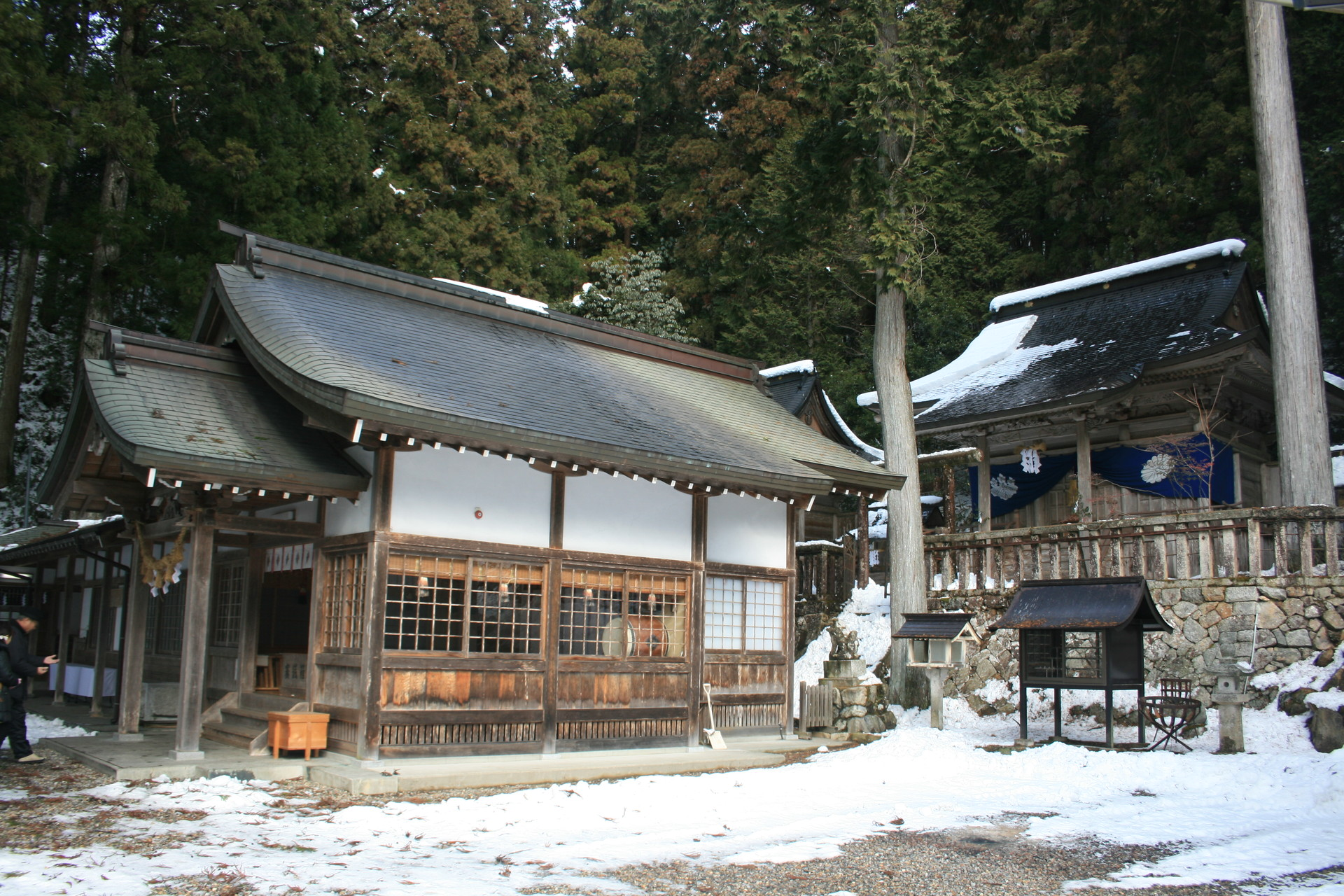
関市の麓にある高賀神社
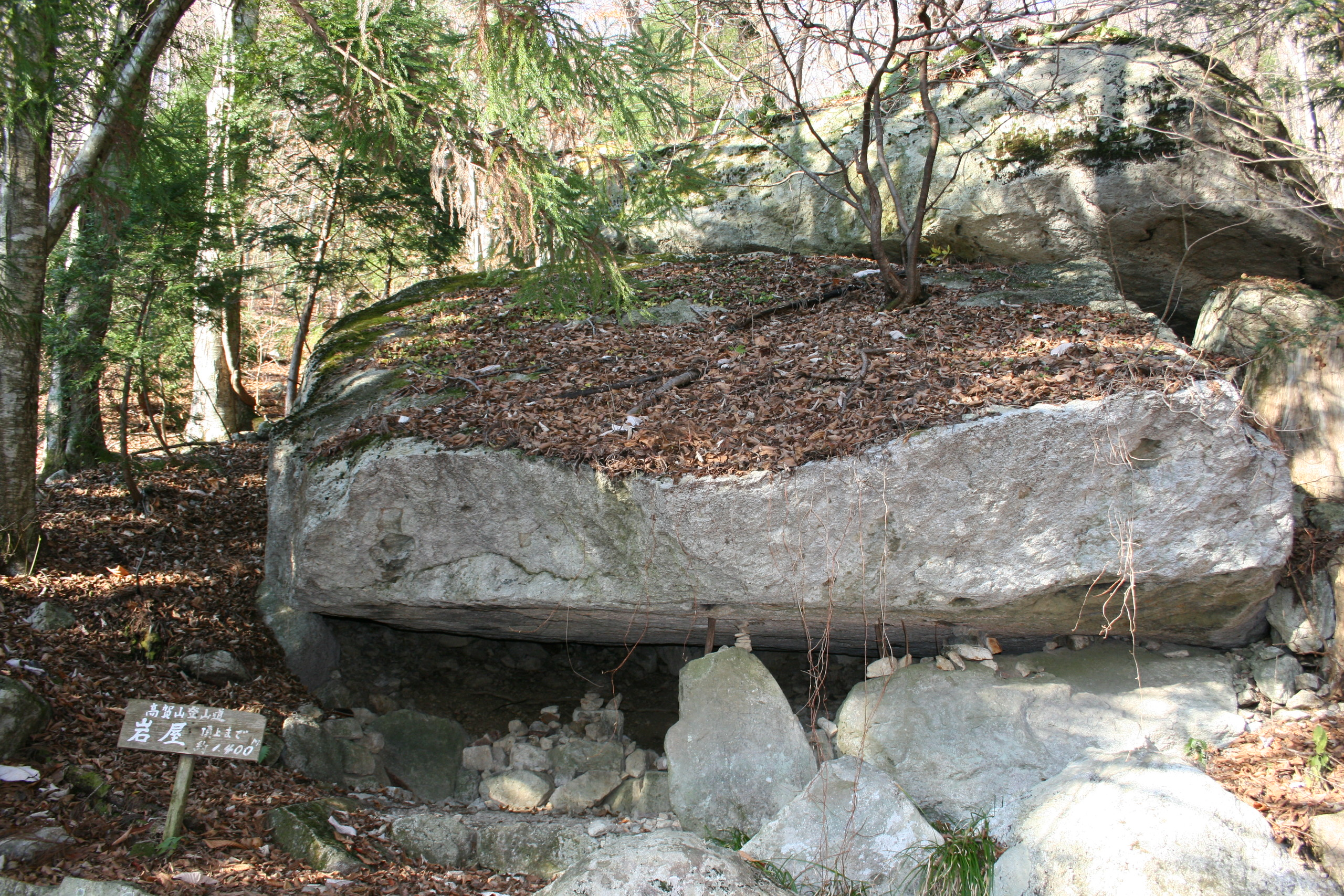
修験者が利用した不動岩屋
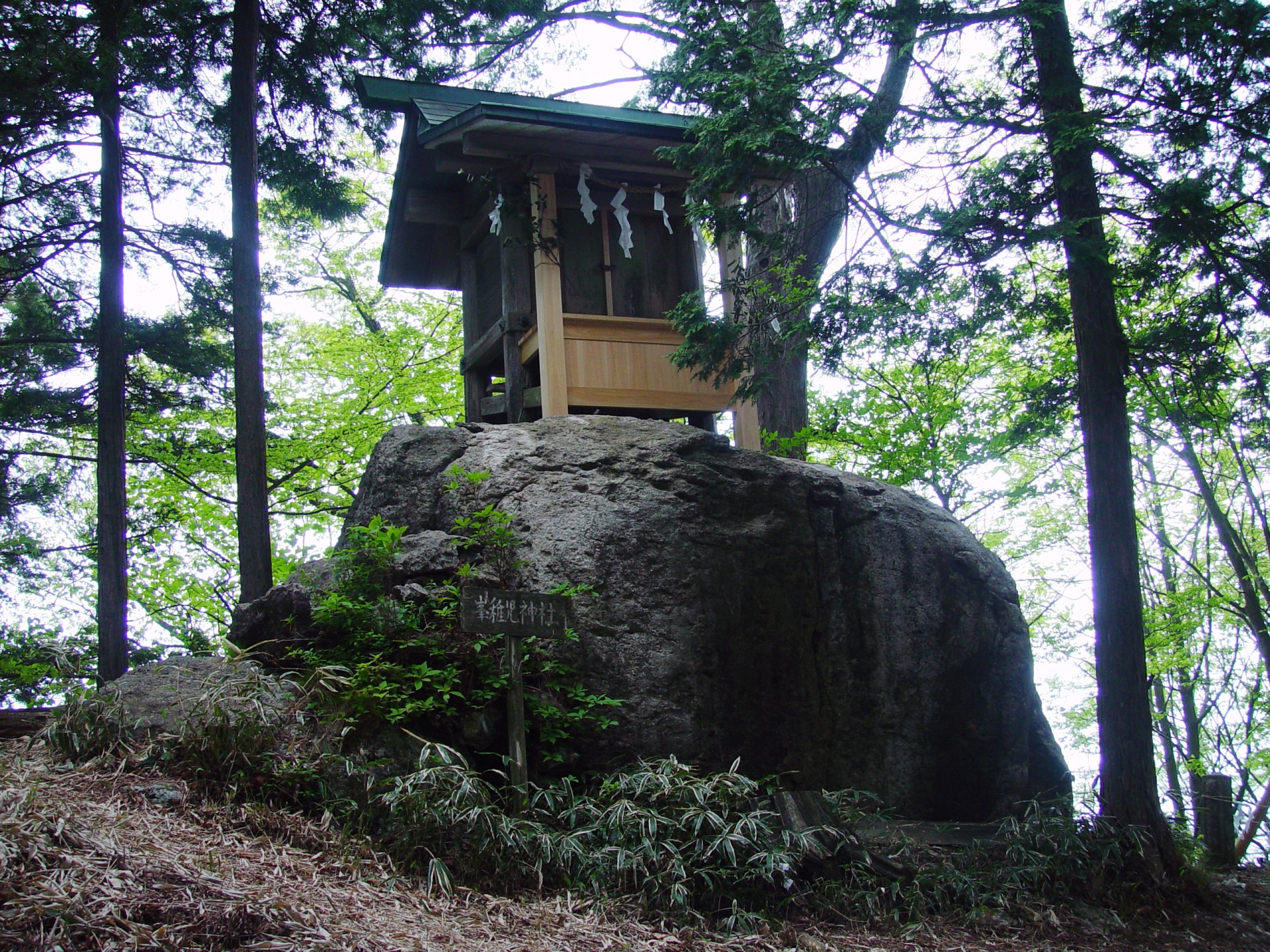
高賀山腹にある峰稚児神社
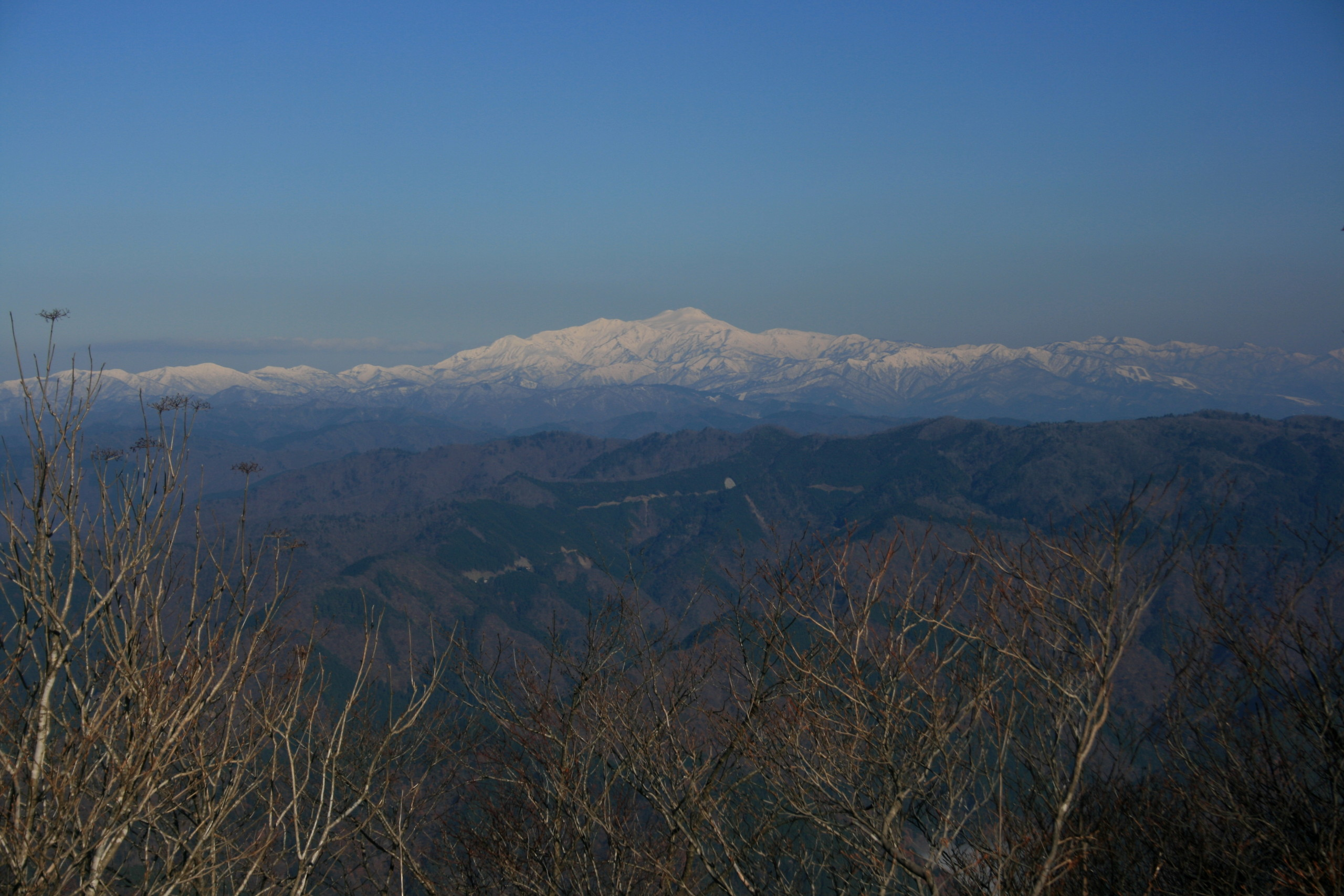
山頂の樹間から望む冠雪した白山

## 地理
福井県と岐阜県境の越美山地の主稜線の滝波山（標高1412.5 m）の東側付近から南南東に延びる稜線上にある。この稜線の東側には長良川が流れ、西側にはその支流である板取川が流れ、その支流の高賀川の源流の山である。西側に延びる稜線の鞍部は加部峠でオオレ洞と高賀川の分水嶺となっている。

### 周辺の山
南西700 mほどの瓢ヶ岳との鞍部には、御坂峠（標高1,075 m）がある。御坂峠に南東200 mに、京の都から妖魔にさらわれた稚児の霊を慰めたと伝えられる「峰稚児神社」がある。
| 山容                                  | 山名       | 標高 （m） | 三角点等級 基準点名              | 高賀山からの 方角と距離（km） | 備考                          |
| ------------------------------------- | ---------- | ---------- | -------------------------------- | ----------------------------- | ----------------------------- |
| 高賀山から望む御嶽山（2015年1月24日） | 御嶽山     | 3,067      | （一等）「御岳山」 （3,063.41m） | 東北東 61.3                   | 日本百名山                    |
| 井岸山から望む平家岳                  | 平家岳     | 1,441.54   | 二等 「平家岳」                  | 北西 19.9                     |                               |
| 高賀山から望む能郷白山                | 能郷白山   | 1,617.33   | 一等 「能郷白山」                | 西北西 32.8                   | 越美山地の最高峰 日本二百名山 |
| 瓢ヶ岳から望む高賀山                  | 高賀山     | 1,224.20   | 一等 「高賀山」                  | 0                             | 高賀三山                      |
| 尾崎三峰山から望む金華山              | 金華山     | 328.86     | 二等 「金花山」                  | 南南西 27.4                   | 岐阜城                        |
| 花房山方面から望む小津権現山          | 小津権現山 | 1,157.79   | 二等 「小津」                    | 西南西 34.1                   | 小津三山                      |

### 源流の河川
以下の長良川の支流などが源流の河川であり、伊勢湾へ流れる。
- 高賀川、オオレ洞 - 板取川の支流
- 宮ヶ洞谷 - 長良川の支流

### 交通・アクセス
長良川鉄道越美南線 美並苅安駅の西8.7 kmに位置する。
東海北陸自動車道 美並インターチェンジの西9.0 kmに位置する。
東側山麓の長良川左岸に沿って国道156号が通り、西側山麓の板取川に沿って国道256号が通る。周辺の山腹には複数の林道が通り、御坂峠付近を中美濃林道が通る。

## 高賀山六社
天暦年間（947年 - 957年）、美濃国に さるとらへびという妖怪がいることを知った朝廷は「藤原高光」を派遣し、これを追討した。詳しくは「さるとらへび」項目を参照。
高賀山六社は高賀山を主峰とした山（瓢ケ岳、今渕ケ岳、片知山など）の山麓にあり、高賀山を囲む6つの神社。上記の妖怪伝承に関連し、いずれも「藤原高光」が創建と伝わる。かつては六社めぐりという、この六つの社を尾根伝いに一日で歩いて巡る苦行が存在した。
- 高賀神社（岐阜県関市）
- 那比新宮神社（岐阜県郡上市）
- 本宮神社（岐阜県郡上市）
- 星宮神社（岐阜県郡上市）
- 瀧神社（岐阜県美濃市）
- 金峰神社（岐阜県美濃市）